# Хереу
Хереу (рум. Hărău) — село у повіті Хунедоара в Румунії. Адміністративний центр комуни Хереу.
Село розташоване на відстані 294 км на північний захід від Бухареста, 4 км на північний схід від Деви, 109 км на південний захід від Клуж-Напоки, 134 км на схід від Тімішоари.

## Населення
За даними перепису населення 2002 року у селі проживали 719 осіб.
Національний склад населення села:
| Національність | Кількість осіб | Відсоток |
| -------------- | -------------- | -------- |
| румуни         | 578            | 80,4%    |
| угорці         | 98             | 13,6%    |
| цигани         | 42             | 5,8%     |

Рідною мовою назвали:
| Мова      | Кількість осіб | Відсоток |
| --------- | -------------- | -------- |
| румунська | 620            | 86,2%    |
| угорська  | 97             | 13,5%    |